# Matthias Günther (Dramaturg)
Matthias Günther (* 1963 in Kassel) ist ein deutscher Dramaturg und Regisseur am Thalia Theater Hamburg.

## Leben
Günther studierte Kulturwissenschaft und ästhetische Praxis in Hildesheim bei Hans-Otto Hügel. Seit 1985 arbeitete er als Schauspieler und Regisseur in freien Theaterprojekten, unter anderem zusammen mit Susanne Abelein, Julia Lochte, Albrecht Hirche und Hartmut El Kurdi. Von 1993 bis 1997 war Günther Dozent im Institut für Medien- und Theaterwissenschaft der Universität Hildesheim und arbeitete anschließend als Fachbereichsleiter Theater in der Bundesakademie für kulturelle Bildung in Wolfenbüttel. Matthias Günther war Gastdramaturg bei den Wiener Festwochen, den Salzburger Festspielen und dem Schauspielhaus Zürich sowie ab 1998 Schauspieldramaturg und Regisseur am Theater Basel. Er war Moderator und Performer des k!ub-Formats, einer Musik- und Performance-Reihe des Theaters Basel. Von September 2006 bis Ende der Spielzeit 2014/15 war er Dramaturg an den Münchner Kammerspielen, wo er ab 2012 auch künstlerischer Leiter des Werkraumes war und mit seiner mobilen Bühne Hugo-Ball-Bar in verschiedenen Kunstausstellungen auftrat. In München arbeitete er u. a. mit den Regisseuren Stefan Pucher, Luk Perceval, Johan Simons, René Pollesch, Stephan Kimmig und Andreas Kriegenburg zusammen.
Seit der Spielzeit 2015/16 ist er Dramaturg am Thalia Theater Hamburg. Es begann die Zusammenarbeit mit Antú Romero Nunes, Ersan Mondtag, Christopher Rüping und Charlotte Sprenger. Außerdem realisierte er eine Reihe neuer digitaler Projekte, wie die Poesie-Ambulanz, den Schiller Walk, das Theater  der Lüfte und ein tägliches Feuilleton-Format in seinem Instagram-Kanal.
Im Jahr 2022 war er am Thalia Theater künstlerischer Leiter des Theater-Spektakels Hymnen an die Nacht und brachte als Regisseur die Uraufführung von Christian Kortmanns Roman Einhandsegeln mit Tim Porath als Darsteller auf die Bühne.
2024 wurde er als Ordentliches Mitglied in die Bayerische Akademie der Schönen Künste, Abteilung Darstellende Kunst aufgenommen.